# Eddy Lembo
Eddy Lembo (Miramàs, Boques del Roine, 20 de març de 1977) és un ciclista franco-algerià, ja retirat, que fou professional entre el 2000 i el 2007. En el seu palmarès destaca el Tour del Doubs del 2001 i una etapa de la Volta a Suïssa del 2002.
El 2019 es va convertir en director esportiu de l'equip continental algerià Sovac.

## Palmarès
- 1999
  - 1r al Gran Premi Mathias Nomblot
- 2001
  - 1r al Tour del Doubs
- 2002
  - Vencedor d'una etapa a la Volta a Suïssa
- 2008
  - Vencedor d'una etapa al Tour de Guadalupe